# Nicholas Santos
Nicholas Araújo Dias dos Santos (Ribeirão Preto, 14 de febrero de 1980) es un nadador brasileño. En los 50m mariposa, en piscina corta, batió el Récord Mundial y es tricampeón mundial de la prueba; en piscina larga, batió el récord de las 3 Américas y ganó dos medallas de plata y una de bronce en Mundiales.

## Biografía

### 2001-2004
Su primera participación en los Campeonatos del Mundo fue en Campeonato Mundial de Natación de 2001 en Fukuoka, donde terminó 30.º en el 50 metros libre.
El 17 de noviembre de 2001, se rompió lo récord sudamericano de corto corso de los 50 metros mariposa, con un tiempo de 23s82.
Nicholas fue el Campeonato Mundial de Natación en Piscina Corta de 2002, donde terminó 23º en el 50 estilo libre y 13 en el 50 metros mariposa.
Nadó en el Campeonato Pan-Pacífico de Natación de 2002, donde terminó noveno en el 50 metros libres.
En Campeonato Mundial de Natación de 2003, obtuvo el puesto 40 en el 50 metros mariposa.
En 10 de septiembre de 2004, Santos batió el récord sudamericano (curso corto) de los 50 metros libres con un tiempo de 21s32, acercándose a rompió el récord mundial que pertenecía a Frédérick Bousquet con 21s10.
En Campeonato Mundial de Natación en Piscina Corta de 2004, en Indianápolis, Nicholas Santos ganó la medalla de plata en el 4 x 100 libre, y el bronce en los 50 estilo libre. También participó en los 50 metros mariposa, donde sufrió la descalificación, y en 100 metros libre, donde fue el final, terminando en octavo lugar.

### 2005-2008

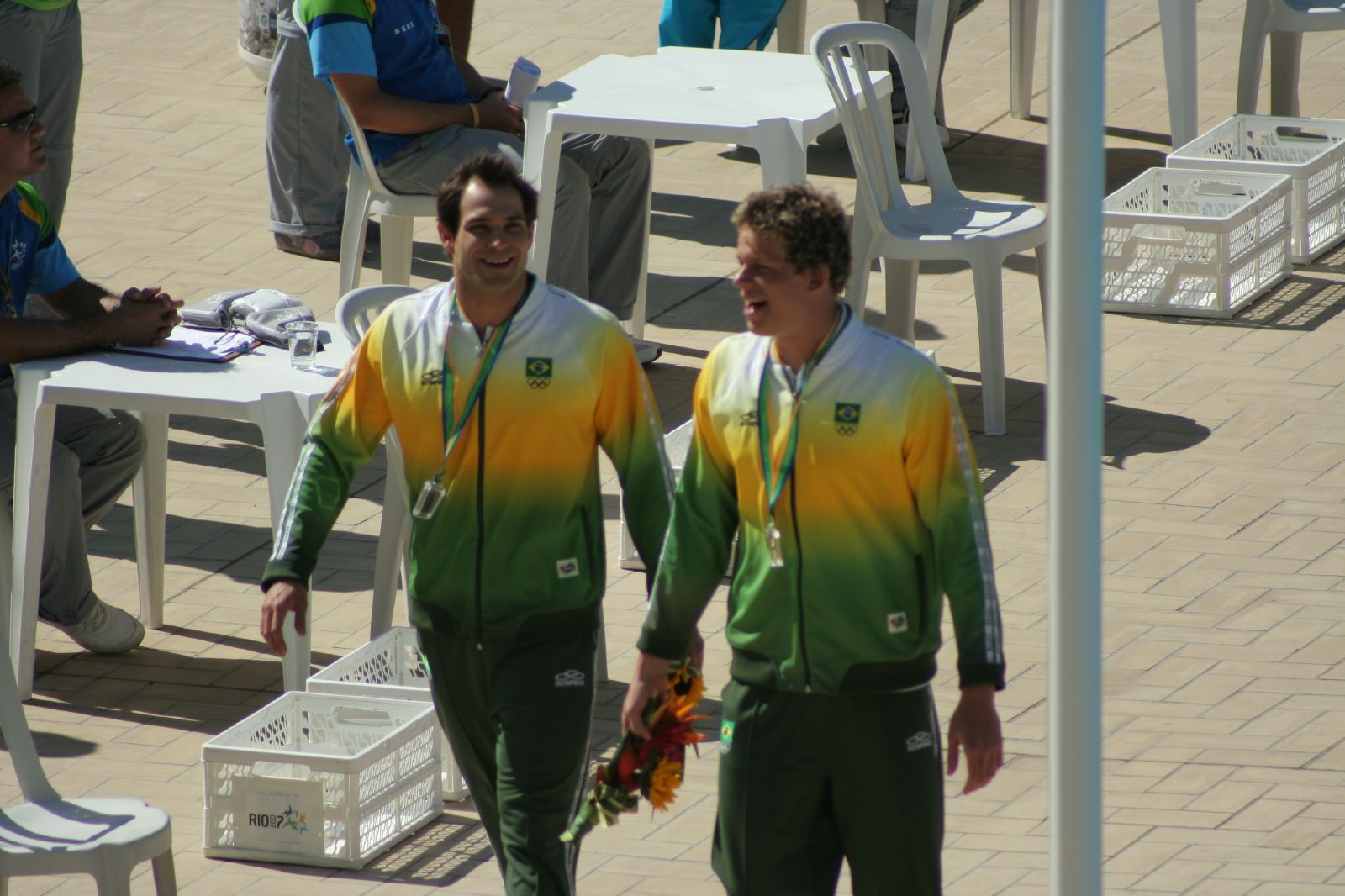
Nicholas Santos con César Cielo en 2007

En el Universiadas de 2005, en Izmir, Nicolás ganó una medalla de bronce en los 50 metros estilo libre y en el 50 metros mariposa.
Santos nadó en lo Campeonato Pan-Pacífico de Natación de 2006, donde terminó 10º en el 50 metros libre.
En Juegos Panamericanos de 2007, se convirtió en campeón en relevo 4 × 100 m libre, con nuevo récord Panamericano de equipo brasileño: 3min15s90, y también fue medalla de plata en 50 m estilo libre con la marca 22s18.
Nicholas compitió en el Universiadas de 2007, en Bangkok, donde ganó una medalla de oro en los 50 m libre y una medalla de plata en los 50 m mariposa. Rompió el récord de la competición en el 50 m libre, con un tiempo de 22s12.

### Juegos Olímpicos de 2008
Participó en Juegos Olímpicos de Pekín 2008, en la prueba de 50 metros libre, donde alcanzó las semifinales, terminando en 16.ª posición.

### 2008-2012
En el 10 de mayo de 2009 rompió el récord sudamericano en el 4 × 100 m libre, con un tiempo de 3m14s45, junto con Nicolas Oliveira, César Cielo y Fernando Silva.
En Campeonato Mundial de Natación de 2009 en Roma, fue el final de 50 metros mariposa, terminando en quinto lugar. También llegó a las semifinales de 50 metros libre, donde obtuvo un tiempo de 21s69, y terminó en décimo lugar.
En el 2 de septiembre de 2009 en la final del Trofeo José Finkel, ganó el evento con 21s55, bajando su mejor marca personal.
El 4 de septiembre de 2009, Santos rompió el récord de las Américas en los 50 m mariposa, con un tiempo de 22s87. Este récord fue batido por César Cielo sólo tres años más tarde, con un tiempo de 22s76.
El 15 de noviembre de 2009 en la prueba de corta duración (25 m), terminado el 50 metros libres en 20s90, y se convirtió en el primer nadador sudamericano a nadar la distancia de menos de 21 segundos. Compartió con César Cielo el récord sudamericano de 50 metros libres en piscina de 25 metros, 21s32. Él estableció el tiempo en 2004 y Cielo en 2008.
Fue campeón en la etapa de Singapur de la Copa del Mundo FINA de Natación (curso corto) en noviembre de 2009, superando a lo campeón olímpico Roland Schoeman en las finales tanto de los 50 m mariposa y el 50 m libre. En este torneo, rompió el récord sudamericano de los 50 m mariposa con un tiempo de 22s17 en Berlín y 22s16 en Singapur y el récord sudamericano de los 50 m libre con un tiempo de 20s74 en Berlín.
En agosto de 2010, en Campeonato Pan-Pacífico de Natación en Irvine, Nicholas ganó la plata en la prueba de 50 metros mariposa. También terminó 13º en los 50 m libre.
En el Campeonato Mundial de Natación en Piscina Corta de 2010, en Dubái, Santos, junto con César Cielo, Marcelo Chierighini y Nicolas Oliveira, ganó el bronce en la prueba de 4 x 100 libre con el tiempo 3m05s74, récord sudamericano, dejando atrás el equipo de Estados Unidos. Santos también consiguió el cuarto lugar en los 50 metros mariposa, y el lugar 13 en 50 metros libre.
En Juegos Panamericanos de 2011, en Guadalajara, Nicholas consiguió la medalla de oro en el relevo 4 x 100 metros libre.
En abril de 2012, mejoró su mejor marca personal en 50 metros mariposa, con un tiempo de 22s79.

### Juegos Olímpicos de 2012
Participó en Juegos Olímpicos de Londres 2012, en la prueba de relevo 4 x 100 m estilo libre, donde terminó en noveno lugar.

### 2012-2016
En diciembre de 2012, ya 32 años, Nicholas Santos asistió a la Campeonato Mundial de Natación en Piscina Corta de 2012, en Estambul, y ganó la medalla de oro en el 50 metros mariposa con el tiempo 22s22, batiendo el récord de la competición.

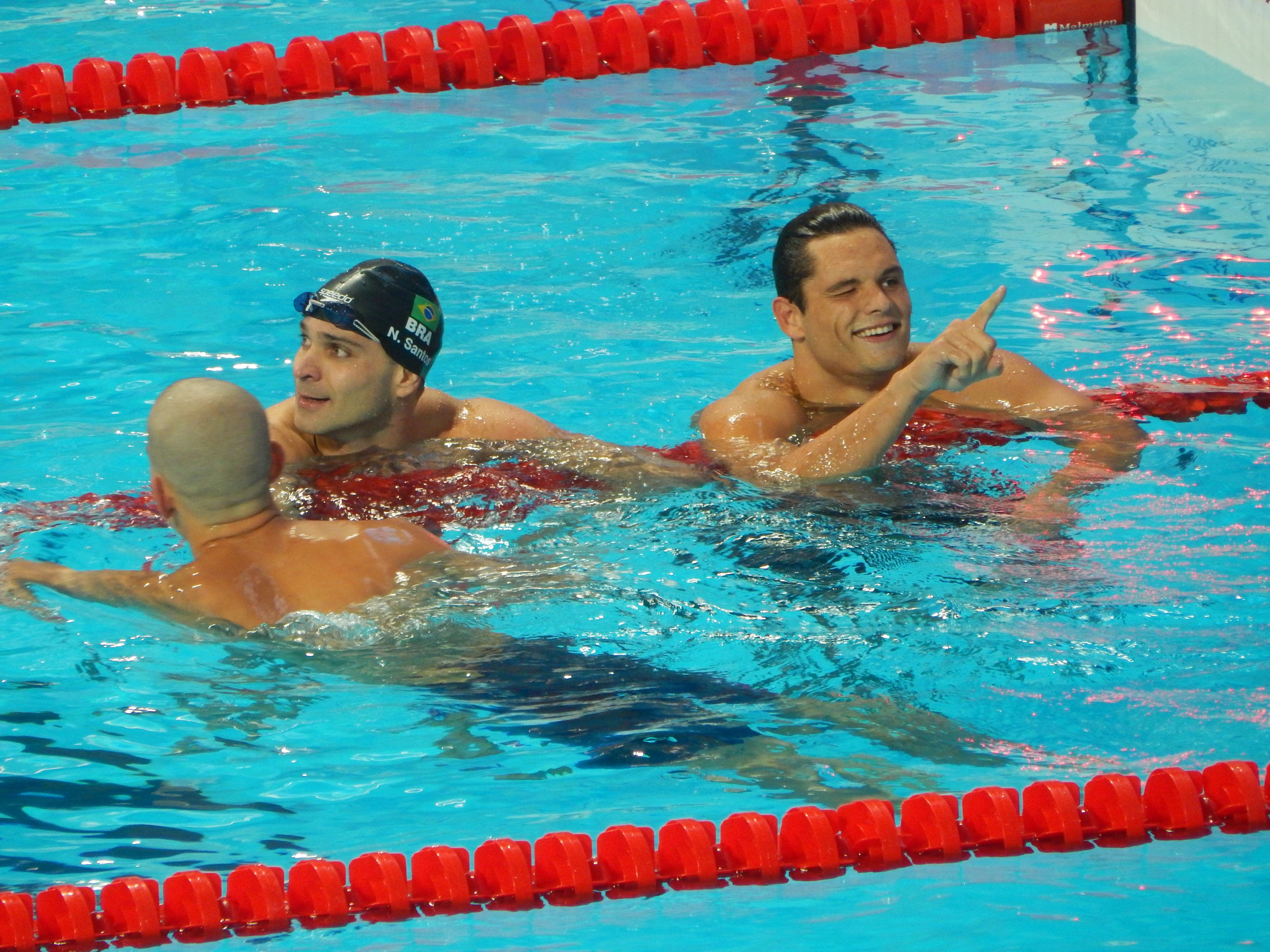
Santos (centro) gana plata en Kazan

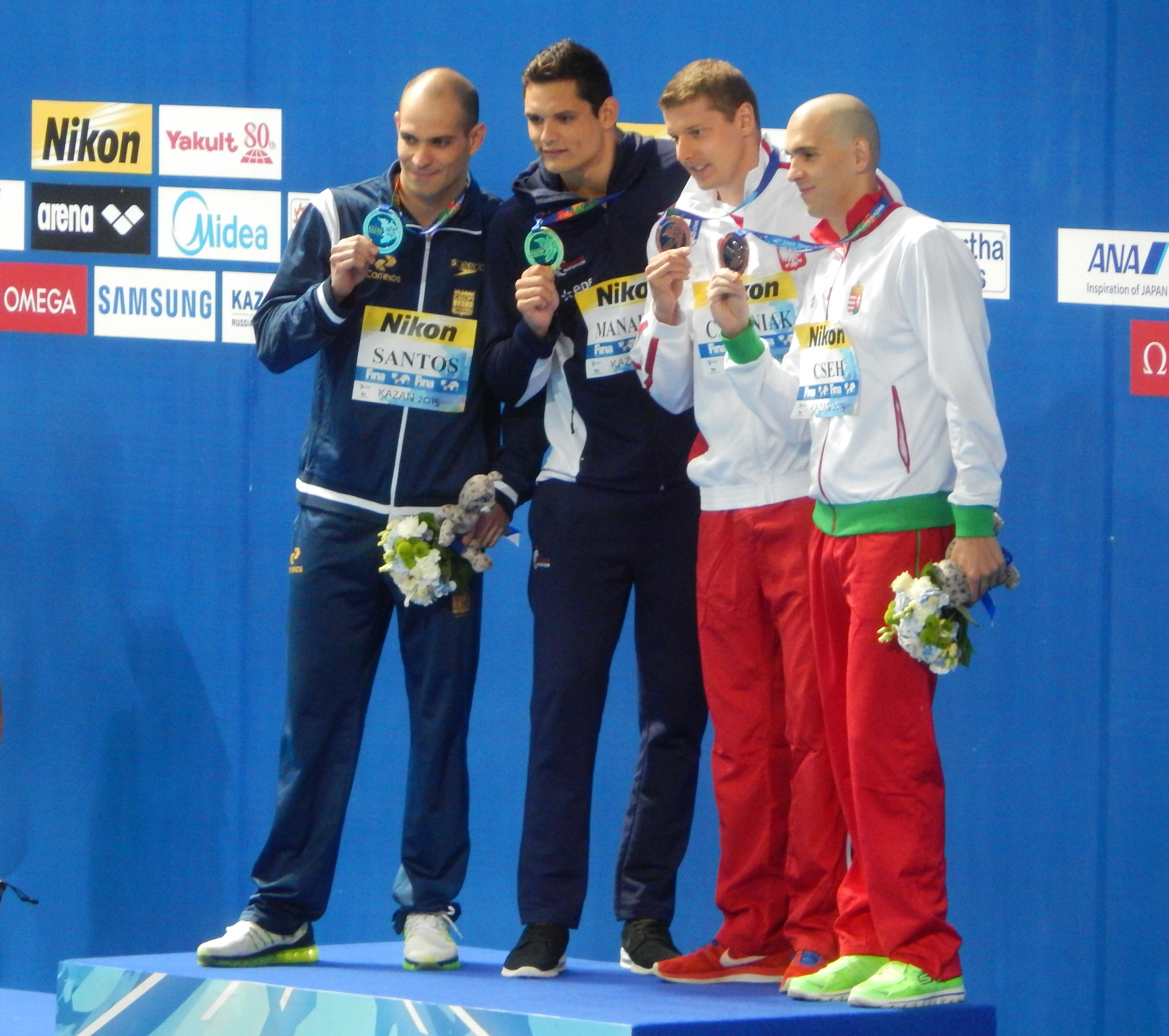
Medallistas de los 50 m mariposa en Kazan

En Campeonato Mundial de Natación de 2013 en Barcelona, Nicholas se clasificó para la final de la 50 m mariposa en primer lugar, con la marca de 22s81. Al final, terminó en cuarto lugar con un tiempo de 23s21. En el relevo 4 × 100 metros estilos, terminó 12º, junto con Leonardo de Deus, Felipe Lima y Marcelo Chierighini.
En la Copa del Mundo de Natación 2013 (en curso corto) en Beijing, China, Nicholas rompió el récord sudamericano de los 50 metros mariposa, con un tiempo de 22s13.
En Campeonato Pan-Pacífico de Natación de 2014 en Gold Coast, Australia,, se clasificó octavo en los 100 metros mariposa, y 16 en el 50 metros libre.
En el Campeonato Mundial de Natación en Piscina Corta de 2014 en Doha, el equipo brasileo de relevos 4 × 50 m medley masculino, formado por César Cielo, Felipe França, Nicholas Santos y Guilherme Guido, ganó la medalla de oro, con récord mundial de 1m30s51. Santos también ganó oro en el relevo 4x50 metros estilos mixto, en equipo también formado por Felipe Silva, Etiene Medeiros y Larissa Oliveira. Brasil ganó la carrera batiendo el récord sudamericano con un tiempo de 1m37s26, casi golpeando el récord mundial de los Estados Unidos, de 1m37s17. Nicholas también fue en el Mundial para defender su título de campeón en 50 metros mariposa, obtenido en Estambul 2012. En la final, se enfrentó a Chad le Clos, nadador de la mariposa más grande del mundo en ese momento, campeón mundial y olímpico. Nicholas rompió el récord de 3 Américas, obteniendo la marca 22s08, pero perdió el oro a lo sudafricano, que batió el récord del campeonato con marca 21s95. Santos todavía nadó los 100 metros mariposa, terminando en el puesto 14.
En los Juegos Panamericanos de 2015 en Toronto, Santos terminó décimo en los 50 metros libre.
En el Campeonato Mundial de Natación de 2015, en Kazán, Santos, de 35 años, ganó una de las medallas más importantes en su carrera, la medalla de plata en los 50 metros mariposa. Se convirtió en el medallista más antiguo de la historia de los Campeonatos del Mundo - de 35 años y 171 días de edad, rompió el récord de Mark Warnecke, medallista de oro de los 50 pecho en Montreal 2005, que subió al podio en 35 años y 162 días de edad.

### 2016-2020
En el Campeonato Mundial de Natación en Piscina Corta de 2016 en Windsor, Canadá, ganó una medalla de plata en el relevo mixto de 4x50 m, junto con Etiene Medeiros, Larissa Oliveira y Felipe Lima. También finalizó 9º en los 50 m mariposa y 32.º en los 50 m libre.
A la edad de 37 años, en el Trofeo Maria Lenk celebrado en mayo de 2017, pudo batir el récord de las 3 Américas en los 50 m mariposa con la marca de 22s61, estando cerca del récord mundial de 22s43 de Rafa Muñoz, de la era de las súper-ropas.
En el Campeonato Mundial de Natación de 2017 en Budapest, en los 50 m mariposa, ganó nuevamente la medalla de plata, con un tiempo de 22s79. Rompió un récord que fue suyo: el atleta más viejo de la historia en ganar una medalla del Campeonato Mundial.
En octubre de 2018, batió el récord mundial en piscina corta de la prueba de los 50 metros mariposa, con el tiempo de 21s75.
En el Campeonato Mundial de Natación en Piscina Corta de 2018 en Hangzhou, en el evento de los 50 m mariposa, ganó su segunda medalla de oro en el Mundial a los 38 años, y se convirtió en el nadador más antiguo de la historia en ser campeón del mundo, con el tiempo de 21s81, nuevo record del Campeonato del Mundo. También ganó la medalla de bronce en el relevo 4 × 50 metros medley, junto con Guilherme Guido, Felipe Lima y César Cielo.
En mayo de 2019, en la Copa del Mundo, en el escenario de Budapest, batió el récord de las 3 Américas en la prueba de 50 m mariposa, con la marca de 22s60. Fue el mejor marca del mundo en 2019.
Santos acudió al Campeonato Mundial de Natación de 2019 en Gwangju, Corea del Sur gracias a una invitación de la FINA, debido a que la CBDA, Confederación Brasileña de Natación, convocó a este Campeonato únicamente a los nadadores de pruebas olímpicas. Allí ganó la medalla de bronce en los 50 metros mariposa masculinos a la edad de 39 años, "actualizando" su récord como el nadador de mayor edad del mundo en ganar una medalla en el Campeonato Mundial.
En el Campeonato Mundial de Natación en Piscina Corta de 2021 en Abu Dhabi, Emiratos Árabes Unidos, en los 50 metros mariposa masculinos, Santos ganó la medalla de oro con un tiempo de 21,93. Con casi 42 años, amplió su propio récord como el nadador de mayor edad en ganar un título de campeonato mundial. También se convirtió en el 2º brasileño con más medallas en los Campeonatos del Mundo de piscina corta, solo detrás de César Cielo.
En el Campeonato Mundial de Natación de 2022 en Budapest, en los 50 m mariposa, ganó su tercera plata en Campeonatos del Mundo, y su cuarta medalla consecutiva, a los 42 años, con un tiempo de 21,78, actualizando nuevamente su récord de nadador más longevo de la historia para ganar una medalla en los campeonatos del mundo.

En el Campeonato Mundial de Natación en Piscina Corta de 2022 estableció un nuevo récord Guinness como el nadador de más edad que se proclama campeón mundial, a la edad de 42 años y 303 días.